# Pornografía en Japón

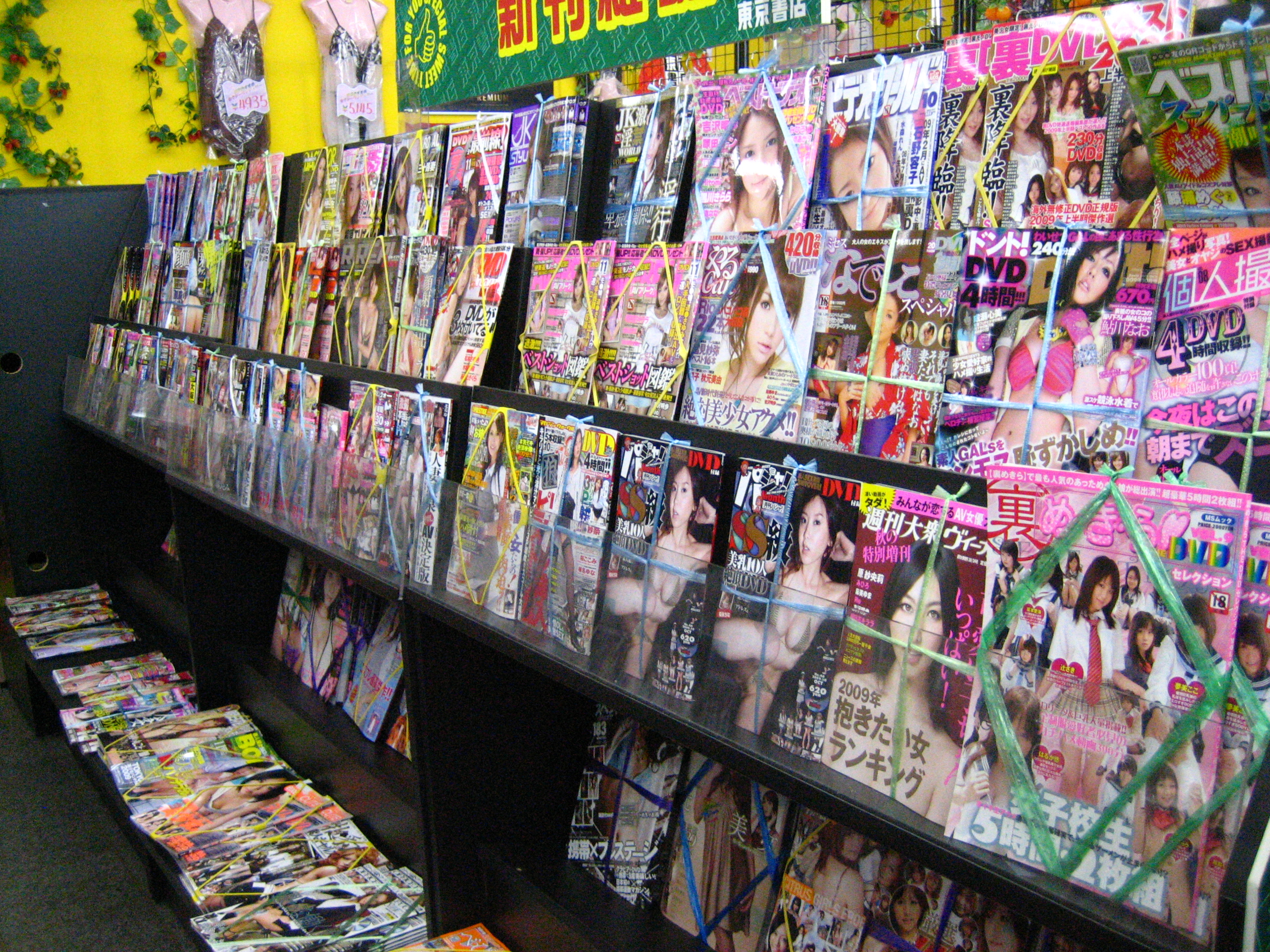
Revistas pornográficas en las estanterías de Japón, 2009

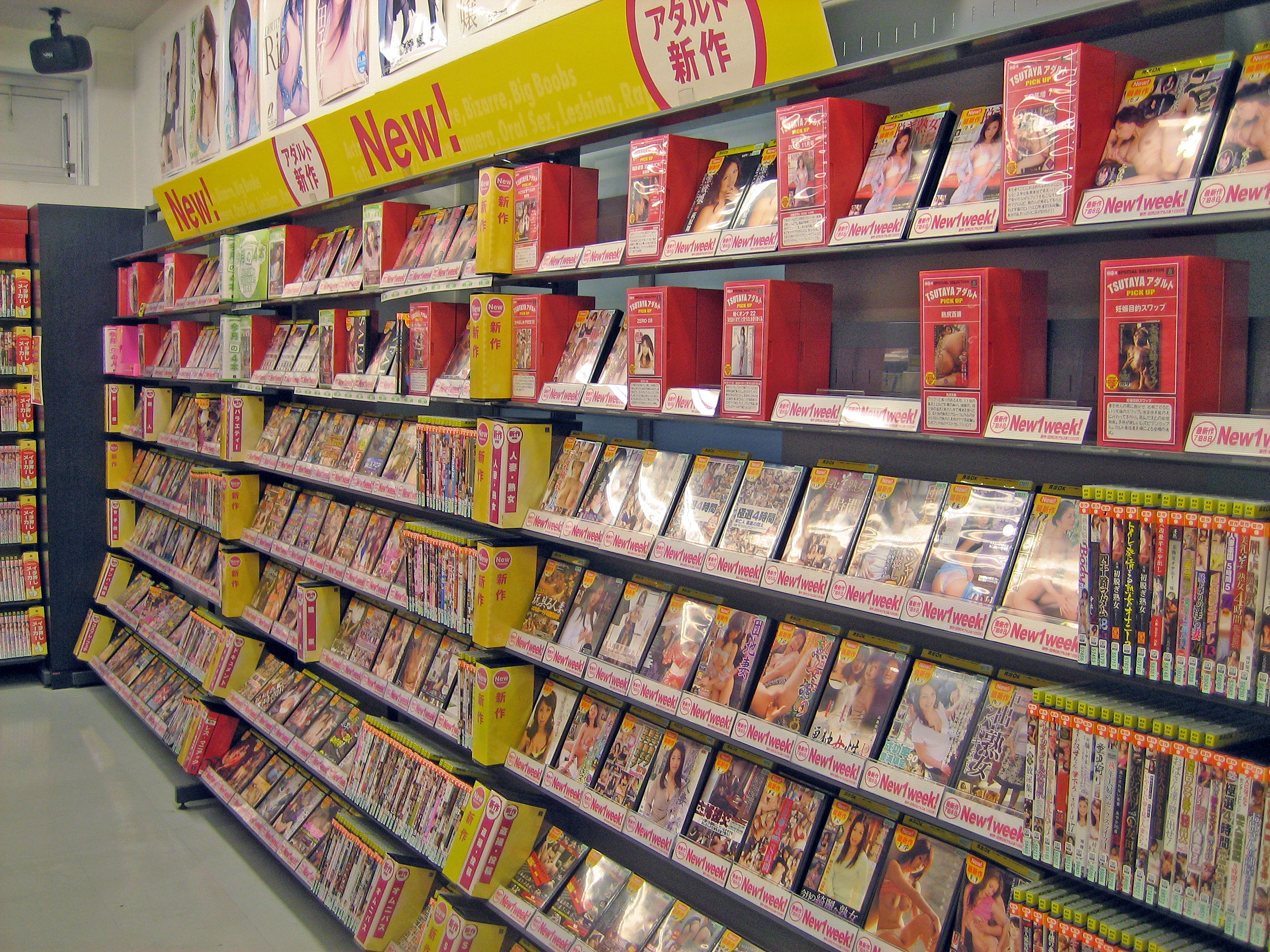
Vídeos para adultos en una tienda de alquiler japonesa, 2008

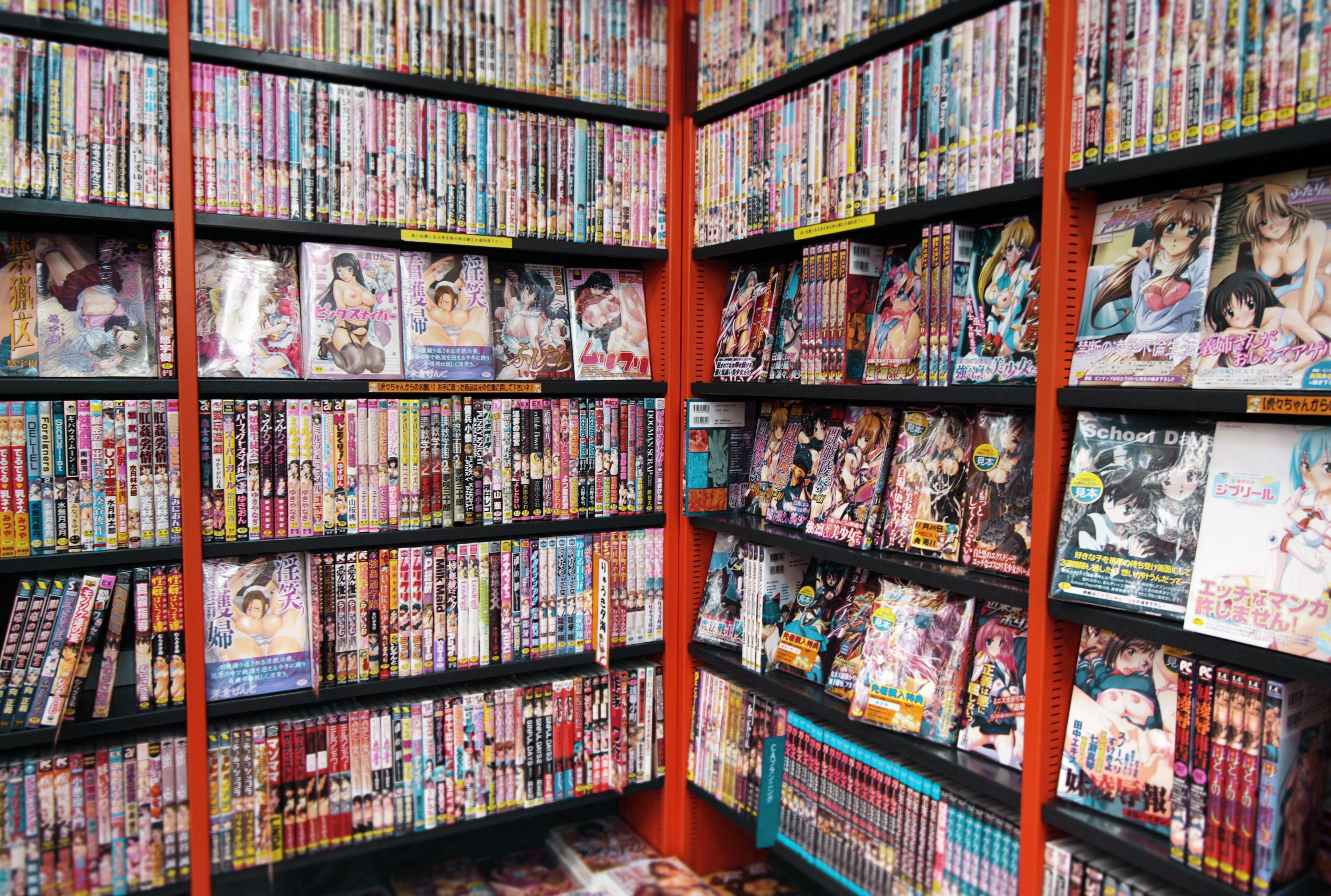
Manga hentai vendido en Japón

En Japón la pornografía tiene características distintivas que la diferencian de la pornografía occidental. Las películas pornográficas japonesas se conocen como "vídeos para adultos" (AV), y el término "vídeos japoneses para adultos" (JAV) se utiliza para referirse a la industria cinematográfica pornográfica japonesa. Además, en lugar del término "hentai" utilizado en inglés para describir contenido animado pornográfico, en Japón se emplean los términos "anime para adultos" y "animación erótica" (o "ero anime").
La pornografía en Japón abarca una amplia gama de medios, que incluyen no solo películas y revistas con actores en vivo, sino también categorías de manga y anime pornográficos (hentai) y juegos de ordenador para adultos (eroge) que están disponibles tanto para PC como para consolas de juegos. Estas distintas formas de entretenimiento para adultos son parte de la industria pornográfica japonesa y tienen sus propios seguidores y mercados en el país. Esta diversidad y las etiquetas específicas utilizadas en Japón reflejan las diferentes facetas de la pornografía y el entretenimiento para adultos en la cultura japonesa.
La pornografía japonesa abarca una amplia variedad de actos sexuales, incluyendo representaciones de actos heterosexuales, homosexuales y transgénero, así como fetiches y parafilias únicos. La industria pornográfica japonesa ha evolucionado a lo largo del tiempo y ha desarrollado diversas subcategorías. En parte, esto ha sido un intento de evitar las leyes japonesas de censura, pero también ha surgido para satisfacer fetiches específicos. Como resultado, se han presentado temas en la pornografía japonesa que históricamente no se encuentran en la pornografía occidental o se representan con menos frecuencia. Algunos de los géneros eróticos exclusivamente japoneses incluyen bukkake (eyaculación grupal), gokkun (consumo de semen), omorashi (necesidad de orinar) y tentáculos eróticos.
Además, los términos "lolicon" (atracción hacia niñas jóvenes) y "shotacon" (atracción hacia niños jóvenes) son temas de debate en relación con la regulación de la pornografía de dibujos animados que representa a menores en Japón. Esto ha generado controversias relacionadas con la protección infantil, la libertad de expresión y la moral pública, tanto dentro como fuera de Japón.
Es importante destacar que las representaciones en la pornografía japonesa pueden ser muy diversas y, en algunos casos, controvertidas. Las actitudes y regulaciones con respecto a la pornografía varían en todo el mundo, y lo que es aceptable o controvertido puede diferir según la cultura y la sociedad.
Es correcto que el Código Penal japonés, especialmente en su forma anterior, tenía disposiciones contra el material indecente. Como resultado de estas leyes, la pornografía producida legalmente en Japón ha estado sujeta a ciertas restricciones y regulaciones en cuanto a la censura. Por lo tanto, es común que en el material pornográfico japonés se censuren los genitales de los actores y actrices. Además, hasta mediados de la década de 1990, también se censuraba cualquier representación de vello púbico. Sin embargo, los anales solo se censuran en el momento del contacto o la penetración, y los senos y los pezones generalmente no se censuran. La pixelización es una técnica comúnmente utilizada para cumplir con las pautas de censura sin ser demasiado evidente. Esta práctica se ha mantenido en la pornografía japonesa a lo largo de los años, a pesar de las discusiones y debates sobre su aplicación. Es importante destacar que las regulaciones y las normas de censura en la pornografía pueden cambiar con el tiempo y pueden variar según la jurisdicción y la interpretación legal. Además, las tendencias culturales y las opiniones públicas pueden influir en cómo se aplican estas regulaciones.

## Historia

### Antes del siglo XX
Durante ese período, se crearon shunga, que son representaciones pornográficas impresas en madera que abordaban una amplia variedad de situaciones imaginables. Los verdaderos propósitos de las shunga en ese tiempo aún son objeto de debate, pero es probable que se utilizaran de manera similar a los materiales pornográficos modernos, como la estimulación sexual y la visualización compartida con una pareja. Destacados artistas de xilografía produjeron estas obras, que incluyen "El sueño de la esposa del pescador" y "Lesbiana y dos amantes" de Hokusai, así como "Cliente lubricando a una prostituta" de Kitagawa Utamaro. Una de las colecciones más célebres de shunga se encuentra en la obra de Kunisada de 1850 titulada "Una guía de cabecera sobre los colores del amor en primavera".

### En el siglo 20
A finales del período Taishō y principios del período Shōwa, se presenció un movimiento artístico conocido como "Eroguronansensu", que se traduce literalmente como "erótico-grotesco-tontería". Este movimiento artístico fue influenciado por las obras decadentes europeas. Durante ese tiempo, se permitieron expresiones sexuales abiertas en novelas y manga, pero se impuso una estricta censura en fotografías y películas.
Después de la Segunda Guerra Mundial, la única ley oficial de censura que continuó en vigor fue la ley contra la "obscenidad", establecida en el artículo 175. Durante la ocupación aliada de Japón, que se extendió hasta 1952, se prohibieron todas las formas de material sexual explícito en el país. Las fuerzas estadounidenses que ocuparon Japón introdujeron las ideas occidentales de moralidad y derechos. Con el tiempo, el público japonés comenzó a adoptar algunas de estas ideas y prácticas.
Las actitudes negativas hacia la pornografía, que eran ajenas a la cultura japonesa, se aceptaron y se aplicaron especialmente a las representaciones visuales, ya que eran las más susceptibles de ser reconocidas y criticadas por los occidentales. Como resultado, incluso después de la partida de las fuerzas de ocupación, el gobierno japonés mantuvo la prohibición del material sexualmente explícito hasta finales de la década de 1980. Esta prohibición incluía imágenes o representaciones de desnudez frontal, así como fotografías de vello púbico o genitales, y ninguna representación gráfica de actos sexuales. Además, en 1958 se implementó una prohibición del trabajo sexual en Japón.
Inspiradas por publicaciones como Playboy, las revistas para adultos comenzaron a circular poco después de la Segunda Guerra Mundial en Japón. Los artículos de Playboy sobre el estilo de vida estadounidense, las mujeres mayoritariamente no asiáticas, las entrevistas con personas en su mayoría desconocidas en Japón, y las tendencias de moda y deporte estadounidenses desataron una tendencia por un género que se denominó "yōmono" (literalmente, "cosas occidentales").

#### Década de 1980
En la década de 1980, la proliferación de videos pornográficos, comúnmente conocidos como A/V (abreviatura de video para adultos), se incrementó considerablemente. Esto se debió en gran parte a que la mayoría de las familias japonesas tenían al menos dos televisores y reproductores de VCR. Se rumorea, aunque no se ha confirmado, que el formato VHS ganó popularidad sobre el formato Betamax debido a la disponibilidad de una gran cantidad de contenido A/V en formato VHS. Los discos láser tuvieron una escasa venta en comparación. Jugar videojuegos en Computadora personal, sin restricciones de contenido excepto por las leyes de censura, a veces se consideraba equivalente a jugar juegos bishōjo, ya que muy pocos japoneses veían motivos para jugar videojuegos en estas plataformas, a diferencia de las consolas de videojuegos.
A finales de la década de 1980, el mercado de dōjinshi experimentó un crecimiento notable. Se estima que alrededor de la mitad de este mercado está compuesta por material pornográfico. A pesar de que los problemas de derechos de autor eran comunes en este mercado, el mundo de los dōjinshi se convirtió en un punto de partida habitual para artistas antes de debutar en revistas profesionales. El género Yaoi también tuvo sus inicios en el mercado de dōjinshi.

#### década de 1990
Según John Carr, asesor del gobierno del Reino Unido en cuestiones de seguridad infantil en Internet, alrededor de dos tercios de todas las imágenes de contenido pedófilo en Internet a finales de la década de 1990 podrían haber tenido su origen en Japón. Además, Carr comentó: "Creemos que la pornografía infantil, en cualquiera de sus formas, promueve valores y envía el mensaje de que el abuso sexual a menores es aceptable. Ayuda a los pedófilos a justificar sus ideas o comportamiento y desensibiliza a la sociedad en su conjunto". Desde la aprobación de la ley contra la pornografía infantil en 1999, se cree que la proporción ha disminuido drásticamente, llegando a ser inferior al 2%. ECPAT sostiene que muchos productores de contenido relacionado con la pornografía infantil han recurrido a producir anime o películas con adultos disfrazados de niños.

### Siglo 21
Durante los confinamientos relacionados con la pandemia de COVID-19, la audiencia mundial de pornografía japonesa experimentó un aumento significativo a medida que más personas se vieron obligadas a permanecer en sus hogares. La venta de vídeos, juguetes sexuales e incluso subtítulos experimentó un marcado aumento en las ventas durante este período. Paralelamente, el uso de gafas de realidad virtual se disparó debido en gran parte al incremento del contenido disponible y a la mejora de las velocidades de Internet.
El crecimiento de la industria de la pornografía japonesa ha llevado a un aumento en el número de mujeres en el país que se han convertido en víctimas de explotación sexual. Muchas de estas mujeres fueron engañadas al hacerles creer que estaban firmando "contratos de modelaje", solo para ser posteriormente forzadas a convertirse en actrices pornográficas. Estos incidentes continuos han generado llamados a una mayor regulación en la industria y a la protección de los derechos de las personas involucradas.
En septiembre de 2022, R18.com, uno de los principales sitios web japoneses de distribución de videos para adultos, anunció su cierre permanente programado para el 31 de enero de 2023, debido a problemas relacionados con la facturación. Aunque el sitio web japonés de la compañía, DMM.com, continuará en funcionamiento, se han implementado restricciones en los pagos internacionales.
En junio de 2022, el gobierno japonés aprobó un proyecto de ley destinado a proteger los derechos de los actores y actrices que se ven obligados a entrar en la industria de la pornografía. Este nuevo conjunto de leyes concede a las personas que han aceptado aparecer en películas pornográficas el derecho de rescindir su contrato en cualquier momento antes o hasta un año después del estreno público de sus películas, sin condiciones. El proyecto de ley también establece que debe haber un período de un mes entre la firma del contrato y el rodaje, y un período de cuatro meses entre el rodaje y el estreno público de la película, para permitir que los actores y actrices tengan tiempo para reconsiderar su decisión. Además, el proyecto de ley hace hincapié en la necesidad de mayor transparencia en relación con los tipos de actos sexuales involucrados en una película, exigiendo a los productores que proporcionen una explicación por escrito sobre la naturaleza del contenido y los detalles de los actos sexuales involucrados. El proyecto de ley también establece sanciones para la tergiversación o la intimidación destinadas a impedir la rescisión de contratos, con penas de hasta tres años de prisión o multas de hasta 3 millones de yenes para personas físicas, y multas de hasta 100 millones de yenes para empresas.

## Consideraciones

### Leyes de censura
Según el artículo 175 del Código Penal de Japón, las personas que vendan o distribuyan material obsceno pueden ser castigadas con multas o prisión. El artículo 175 se incluyó en el código original en 1907 y ha permanecido relativamente sin cambios. En el pasado, mostrar el vello púbico y los genitales de adultos a menudo se consideraba obsceno y podía dar lugar a sanciones legales. Es importante señalar que la interpretación y la aplicación de las leyes relacionadas con la obscenidad pueden variar con el tiempo y la jurisprudencia.
El término "Maebari" (literalmente "parche frontal") es un concepto del argot japonés utilizado en la industria de la pornografía para referirse a la práctica de "ocultar el vello púbico". Inicialmente, esta técnica se llevaba a cabo pegando cinta adhesiva sobre la entrepierna, y de ahí proviene el término "maebari" que se utilizaba para describir esta cinta. Esta técnica permitía a los realizadores cumplir con los requisitos de censura japonesa y evitar costosas regrabaciones de escenas. En las películas para adultos japonesas, los "maebari" evolucionaron con el tiempo para convertirse en cubiertas autoadhesivas similares a vendajes que se desechaban después de su uso. A menudo tenían un color similar al de la piel y tenían forma triangular. Sin embargo, con la popularización del afeitado del vello púbico, la práctica del "maebari" dejó de ser común en la industria.

### Religión y pornografía
El sintoísmo, la religión indígena de Japón, se basa en el animismo y sostiene la creencia de que seres sobrenaturales habitan en la naturaleza. Los dioses y diosas del sintoísmo no son considerados depositarios de moralidad o perfección en el sentido humano; en cambio, se considera que existen dentro de la naturaleza y, por lo tanto, la sexualidad se ve como una parte innata de la vida misma en esta cosmovisión. En el contexto del sintoísmo, las actitudes religiosas no suelen ser un obstáculo para la presencia de material pornográfico en la sociedad japonesa, ya que la religión no impone restricciones morales rígidas en torno a la sexualidad.
Sin embargo, es importante destacar que Japón es una sociedad diversa con una variedad de creencias y valores, y no todas las personas en Japón siguen el sintoísmo. Además, la presencia de material pornográfico en la sociedad japonesa también puede estar sujeta a regulaciones y restricciones legales, así como a debates culturales y éticos. Por lo tanto, mientras el sintoísmo puede influir en las actitudes hacia la sexualidad, no es el único factor que influye en la percepción y regulación de la pornografía en Japón.
- Ecchi — anime and manga genre focusing on playful sexual actions (エッチ)
- La pornografía en Europa
- industria del sexo

## Otras lecturas
- Berry, Paul (2004). «Rethinking Shunga: The Interpretation of Sexual Imagery of the Edo Period». Archives of Asian Art (Brepols, for the Asian Society) 54: 7-22. ISSN 0066-6637. OCLC 486236671. doi:10.1484/aaa.2004.0002.
- Constantine, Peter (1993). Japan's Sex Trade: A Journey Through Japan's Erotic Subcultures. Tokyo: Yen Books. ISBN 978-4-900737-00-6.
- Ferrari, Paige (March 2015). «Meet the Hardest Working Man in Porn». Details. Archivado desde el original el 28 de septiembre de 2015. Consultado el 17 de abril de 2015.  The current status of live-action Japanese pornography.
- Fornander, Kjell (July 1992). «A Star is Porn». Tokyo Journal (130). Consultado el 5 de agosto de 2012. An overview of the Japanese pornographic film and video industry.
- James (31 de enero de 2006). «Why is Japanese Porn Censored?». Japan Probe. Archivado desde el original el 15 de mayo de 2006. Consultado el 5 de agosto de 2012.
- Weisser, Thomas; Mihara Weisser, Yuko (1998). Japanese Cinema Encyclopedia: The Sex Films. Miami: Vital Books. ISBN 978-1-889288-52-9.